# Heterochelus analis
Heterochelus analis är en skalbaggsart som beskrevs av Hermann Burmeister 1844. Heterochelus analis ingår i släktet Heterochelus och familjen Melolonthidae. Inga underarter finns listade i Catalogue of Life.